# Martin et Martine

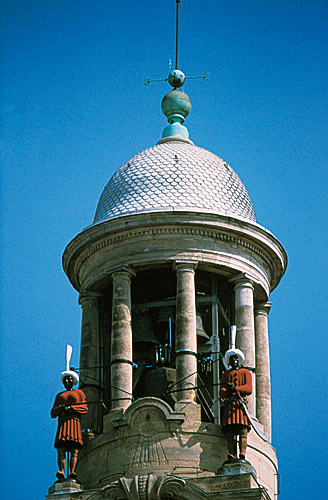
Martin et Martine sur le campanile de l'hôtel de ville de Cambrai.

Martin et Martine sont à la fois les jaquemarts et les géants de la ville française de Cambrai. Ils comptent parmi les jaquemarts les plus célèbres avec ceux des horloges de Dijon (rapportés de Courtrai en 1382 par Philippe le Hardi) et de Venise (1496), où deux Maures de bronze qui sonnent les heures sont placés en haut de la Tour de l'Horloge.

## Les jaquemarts
Au XIVe siècle de nombreux édifices publics sont dotés d’une horloge monumentale qui sonne les heures à l’aide d’un automate. Le mot jaquemart (ou jacquemart), qui désigne ces automates et dont l'origine est incertaine, apparaît en 1375 selon le Petit Robert. Le personnage est armé d'un marteau pour remplir sa fonction et on lui attribue en conséquence le rôle d'homme d'armes ou de forgeron. On lui adjoint souvent un, deux ou trois compères. Martin n'échappe pas à la règle : il a pour compagne Martine, et il est, selon la légende la plus répandue, à la fois forgeron et combattant.
Martin et Martine s'inscrivent donc dans une tradition qui n'est pas propre à la seule ville de Cambrai.

## Les légendes de Martin et Martine
Selon la légende la plus couramment acceptée, Martin et Martine auraient vécu au XIVe siècle et auraient sauvé la ville en repoussant l’ennemi, armés de leur maillet. Martin, d'origine Maure, était forgeron à Cambrai. Vers 1370, le seigneur de Thun-l'Évêque mettant le Cambrésis à feu et à sang, les habitants de Cambrai décidèrent de le combattre et de mettre un terme à ses exactions. Durant l'assaut contre la forteresse, Martin, accompagné de Martine, se trouva devant le seigneur qu'il assomma d'un coup de son prodigieux marteau. Le seigneur, étourdi et aveuglé, le casque enfoncé jusqu'aux yeux, dut cesser le combat, ses troupes se rendirent et la victoire alla aux Cambrésiens. Après avoir ôté son casque au seigneur vaincu, on s'aperçut que le terrible choc l'avait rendu fou. C’est l’origine du fameux coup de marteau que chaque Cambrésien est supposé avoir reçu à la naissance.
L'autre légende est postérieure : au XVIe siècle l'un des Maures venus avec l'armée de Charles Quint, nommé Hakem, tomba amoureux d'une belle jeune fille de Cambrai appelée Martine. Leur union était rendue impossible par la religion de Hakem, mais les deux jeunes gens continuèrent néanmoins à se fréquenter. L’opinion s'émut bientôt de cette relation coupable et ils furent arrêtés. On les condamna à sonner les heures à l'aide d’un lourd marteau, enchaînés dans la tour de l’horloge, jusqu'à ce qu'un vieux prêtre, ému de leur infortune, intervînt pour obtenir leur libération. Elle fut accordée à condition de leur trouver des remplaçants, et c'est ainsi que les deux automates mauresques furent créés. Hakem reconnaissant se fit chrétien aussitôt, prenant le nom de Martin, et épousa Martine sans plus attendre.
Cette deuxième légende ne résiste pas à l'examen chronologique, les jacquemarts ayant été réalisés dès 1512 tandis que Charles Quint prenait la ville en 1543 (il est né en 1500).

## Histoire des deux automates
Les deux jacquemarts, d'abord sculptés en bois puis fondus en métal, sont mis en service en 1512, à la base de la tourelle octogonale de l’Hôtel de Ville de l'époque, aujourd'hui disparu.
En 1677 durant le siège de Louis XIV, un boulet fracassa la jambe de Martin, qui sera restaurée par le chaudronnier Jean-Baptiste Taisne.
Durant la Première Guerre mondiale, le 8 septembre 1918, Martin et Martine sont arrachés de leurs pivots et font une chute de 25 mètres. Les débris sont conservés et transportés en Belgique, et rentrent à Cambrai le 4 avril 1919 pour être promenés triomphalement dans la ville lors de la fête du 15 août de la même année.
Ils sont classés monuments historiques le 26 février 1926. L'hôtel de ville est restauré en 1932 et Martin et Martine occupent leur poste de part et d'autre du campanile sans interruption depuis cette date.

## Naissance des géants
Martin et Martine apparaissent pour la première fois, hissés sur un char de triomphe, lors de la fête du 15 août 1713. Ils sont alors représentés par des personnages vivants.
La naissance des géants actuels, parrainée par les géants du Nord, est datée du 15 août 1927.
Contrairement aux autres géants du Nord, Martin et Martine ne se déplacent pas à l'aide de porteurs mais sur des chars. Martin mesure 5,40 m et Martine 5,15 m.